# East Farndon
East Farndon is een civil parish in het bestuurlijke gebied Daventry, in het Engelse graafschap Northamptonshire met 307 inwoners.